# Григорович Оксана Євгенівна
Оксана Євгенівна Григорович (* 28 липня 1946) — радянська і українська акторка та режисерка. Членкиня Національної спілки кінематографістів України.

## Біографія
Закінчила Львівське культосвітнє училище (1965) та акторський факультет Київського державного інституту театрального мистецтва ім. І. Карпенка-Карого (1971).
З 1971 р. — акторка Київської кіностудії ім. О. П. Довженка.
Батько — артист, режисер Євген Павлович Григорович-Барський. Дід — пiдполковник УНР Павло Павлович Григорович-Барський.  Їхній предок — київський зодчий Іван Григорович Григорович-Барський.

## Фільмографія
Знялась у фільмах:
- «Планета надій» (1967, епізод)
- «Золоті литаври» (1971, Меланія)
- «Лавина» (?, Катерина)
- «Адреса вашого будинку» (1972, гостя у Івана і Анни (немає в титрах)
- «Тільки ти» (1972, лікар (немає в титрах)
- «Повість про жінку» (1973, епізод)
- «Рідний дім» (1973, Вікторія, «Молдова-фільм»)
- «Гнів» (1974, Василина, «Молдова-фільм»)
- «Літо в Журавлиному» (1974, Аннушка)
- «Анна і Командор» (1974, листоноша (немає в титрах)
- «Хвилі Чорного моря» (1975, офіціантка)
- «Небо-земля-небо» (1975, епізод)
- «Дипломати мимоволі» (1977, Катерина)
- «Незручна людина» (1978, Лариса, секретарка Верстова)
- «Весільний вінок, або Одіссея Іванка» (1978, к/м, сусідка)
- «Провал операції „Велика ведмедиця“» (1983, Ганнуся Божко, офіціантка в мюнхенському ресторані)
- «Володчине життя» (1984, Катя)
- «І ніхто на світі...» (1986, Ольга Данилівна, військова лікарка)
- «Звинувачується весілля» (1986)
- «Солом'яні дзвони» (1987, дружина Якова)
- «Камінна душа» (1988)
- «Зелений вогонь кози» (1989, вчителька (немає в титрах)
- «Відьма» (1990, Вівдя)
- «Манекенниця» (2014) та ін.